# Canadá en la Copa Mundial de Rugby de 1987
La Selección de rugby de Canadá fue uno de los 16 participantes de la Copa Mundial de Rugby de 1987 que se realizó en Nueva Zelanda.
Fue la primera participación de los Cannucks en la Copa Mundial de Rugby.

## Plantel
| Nombre             | Posición       | Club                           |
| ------------------ | -------------- | ------------------------------ |
| Mark Cardinal      | hooker         | James Bay Athletic Association |
| Karl Svoboda       | hooker         | Ajax Wanderers R.U.F.C.        |
| Eddie Evans        | pilar          | James Bay Athletic Association |
| Ross Breen         | pilar          | Meraloma Rugby                 |
| Bill Handson       | pilar          | Vaughan Yeomen R.F.C.          |
| Randy McKellar     | pilar          | Crusaders Rugby Club           |
| Ro Hindson         | segunda línea  | UBC Old Boys Ravens            |
| Hans de Goede (c.) | segunda línea  | James Bay Athletic Association |
| Ron van den Brink  | segunda línea  | James Bay Athletic Association |
| Bruce Breen        | ala            | Meraloma Rugby                 |
| Roy Radu           | ala            | UBC Old Boys Ravens            |
| Rob Frame          | ala            | Castaway Wanderers RFC         |
| Glen Ennis         | ala            | James Bay Athletic Association |
| Dave Tucker        | medio scrum    | Meraloma Rugby                 |
| Ian Hyde-Lay       | medio apertura | University of Victoria         |
| Gareth Rees        | medio apertura | Castaway Wanderers RFC         |
| Charles Jones      | centro         | Toronto Welsh                  |
| Ian Stuart         | centro         | Vancouver Rowing Club          |
| Paul Vaesen        | centro         | James Bay Athletic Association |
| Steve Gray         | centro         | Vancouver Kats                 |
| Tom Woods          | centro         | James Bay Athletic Association |
| Pat Palmer         | wing           | UBC Old Boys Ravens            |
| John Lecky         | wing           | Meraloma Rugby                 |
| Spence McTavish    | wing           | UBC Old Boys Ravens            |
| Mark Wyatt         | zaguero        | James Bay Athletic Association |

## Participación

### Grupo B
| Equipo  | Jug. | Gan. | Emp. | Perd. | A favor | En contra | Puntos |
| ------- | ---- | ---- | ---- | ----- | ------- | --------- | ------ |
| Gales   | 3    | 3    | 0    | 0     | 82      | 31        | 6      |
| Irlanda | 3    | 2    | 0    | 1     | 84      | 41        | 4      |
| Canadá  | 3    | 1    | 0    | 2     | 65      | 90        | 2      |
| Tonga   | 3    | 0    | 0    | 3     | 29      | 98        | 0      |
| 24 de mayo de 1987 | Canadá                                                                        | 37 – 4 (16-0) | Tonga     | McLean Park, Napier,                                            |                                                                 |
|                    | Tries: Palmer , Vaesen , Stuart Frame Try penal Con: Wyatt (2) Rees Pen: Rees |               | Try: Valu | Asistencia: 7000 espectadores Árbitro(s): Clive Norling (Gales) | Asistencia: 7000 espectadores Árbitro(s): Clive Norling (Gales) |

| 30 de mayo de 1987 | Canadá                                       | 19 – 46 (12-16) | Irlanda                                                                                                  | Carisbrook, Dunedin,                                               |                                                                    |
|                    | Try: Cardinal Pen: Rees (3) Wyatt Drop: Rees |                 | Tries: , Crossan Bradley Spillane Ringland MacNeill Con: (5) Kiernan Pen: (2) Kiernan Drop: Ward Kiernan | Asistencia: 9000 espectadores Árbitro(s): Fred Howard (Inglaterra) | Asistencia: 9000 espectadores Árbitro(s): Fred Howard (Inglaterra) |

| 3 de junio de 1987 | Canadá        | 9 – 40 (6-9) | Gales                                                           | Estadio Rugby Park, Invercargill,                                        |                                                                          |
|                    | Pen: Rees (3) |              | Tries: , Evans Devereux Bowen Hadley Phillips Con: (4) Thorburn | Asistencia: 14.000 espectadores Árbitro(s): David Bishop (Nueva Zelanda) | Asistencia: 14.000 espectadores Árbitro(s): David Bishop (Nueva Zelanda) |